# Unidades de São Lázaro
As Unidades de São Lázaro, referidas erroneamente como Campus de São Lázaro, são unidades universitárias localizadas no Campus Federação/Ondina da UFBA, num dos pontos mais altos do bairro da Federação, com vista ao Oceano Atlântico. Seu foco é promover ensino, pesquisa e extensão nas áreas das ciências humanas.

## História
Durante o século XIX, o local pertencia a João Francisco de Almeida Silva e abrigava a Fazenda Santa Ângela, formada pela Capela São Gonçalo, que já não existe mais, e pelo Casarão do Alto de São Lázaro, também conhecido como Casarão da Estrada de São Lázaro. No início do século XX, João Francisco de Almeida Silva muda-se para Santo Antônio de Jesus e o local passa a abrigar o Noviciado das Ursulinas das Mercês. Em 1950, o Ministério da Educação compra o Casarão para abrigar Instituto Nacional de Estudos Pedagógicos, que funciona até 1974, quando o Instituto é fechado e a Faculdade de Filosofia e Ciências Humanas inicia sua mudança para o local, onde funciona até os dias de hoje.
Em 2008, foi instituído o Instituto de Psicologia da Universidade Federal da Bahia no local.

## Estrutura
Atualmente, no local, está presente:
- Biblioteca Universitária de Ciências Humanas Prof. Isaías Alves, biblioteca administrada pela Faculdade de Filosofia e Ciências Humanas, mas que serve tanto à FFCH quanto ao Instituto de Psicologia e a toda Universidade que deseje consultar o acervo;[5]
- Centro de Digitalização;[6]
- Núcleo de Atendimento ao Estudante;[6]
- Pavilhão de Aulas Raul Seixas, anexo dedicado à ministração de aulas;[7]
- Ponto de Distribuição de Alimentos de São Lázaro, restaurante universitário;[8]
- Instituto de Psicologia da Universidade Federal da Bahia, instituído em 2008. promove pesquisa, extensão e ensino nas áreas de psicologia e serviço social[4]
- Faculdade de Filosofia e Ciências Humanas da Universidade Federal da Bahia, primeira estrutura a se instalar no local para promover pesquisa, extensão e ensino. Rege, além cerca de trinta grupos de pesquisa, os seguintes centros de estudos, museu, laboratórios e departamentos:[2][3]
  - Centro de Estudos Afro-Orientais;[9]
  - Centro de Estudos e Pesquisas em Humanidades;[10]
  - Núcleo de Estudos Interdisciplinares sobre a Mulher;[11]
  - Museu de Arqueologia e Etnologia;[12]
  - Laboratório de Arqueologia;[13]
  - Laboratório de Museologia;[13]
  - Laboratório de Estudos sobre a Transmissão e História Textual na Antiguidade e no Medievo;[14]
  - Departamento de Antropologia;[15]
  - Departamento de Ciências Sociais;[15]
  - Departamento de Ciência Política;[15]
  - Departamento de Sociologia;[15]
  - Departamento de Filosofia;[15]
  - Departamento de Estudos de Gênero e Feminismo;[15]
  - Departamento de História;[15]
  - Departamento de Museologia.[15]